# Cordillera de Egrisi
La cordillera de Egrisi (en georgiano: ეგრისის ქედი), también conocida como cordillera de Samegrelo o cordillera de Odishi, es una cordillera de este a oeste que corre paralela a la cordillera del Gran Cáucaso en la región de Samegrelo-Zemo Svaneti de Georgia. La cordillera está conectada con la cordillera del Gran Cáucaso a través de la cordillera de Svaneti. La longitud de la cordillera de Egrisi es de 62 kilómetros y su anchura es de 37 kilómetros. La cordillera está limitada por el valle del río Tskhenistsqali al este y el valle del río Enguri al oeste.
El punto más alto de la cordillera Egrisi es el monte Chitagvala, que se eleva a 3.226 metros sobre el nivel del mar. Entre los picos que superan los 3.000 metros de altitud se encuentran Tsalmagi, Tekhurishdudi, Lakumurashdudi, Didghalidudi y Otepura, entre otros. La mayor parte de la cordillera de Egrisi está compuesta por roca porfídica de edad jurásica. La periferia sur de la cordillera está formada por calizas triásicas. En esta parte de la cordillera hay muchos macizos kársticos y cuevas. También cabe destacar que hay pequeños glaciares y vestigios (restos) de antiguos glaciares en las zonas más altas de la cordillera. El lago glaciar Tobavarchkhili se encuentra a una altitud de 2.643 metros sobre el nivel del mar. Otros lagos son Okhoja y Didi Tobavarchkhili.
Las laderas del sur reciben más de 2.000 milímetros de precipitaciones al año, y algunos de los picos más altos reciben precipitaciones que superan los 3.000 milímetros. La vertiente norte de la cordillera de Egrisi recibe entre 1.500 y 2.000 milímetros de precipitaciones anuales. La mayor parte de las montañas están cubiertas por importantes cantidades de nieve en los meses más fríos. En muchos lugares se alcanzan profundidades de nieve de 2 metros o más, y en las zonas más altas de la cordillera se registran profundidades de nieve de entre 3 y 5 metros.
Las laderas de la cordillera de Egrisi están cubiertas principalmente por bosques caducifolios de roble, haya, castaño y carpe hasta una altura de 1.200 metros sobre el nivel del mar. Los bosques de coníferas, formados por el abeto de Nordmann y la picea oriental, toman el relevo a partir de los 1.200 metros y alcanzan una altitud de 2.100 metros sobre el nivel del mar. El abedul de Megrelia, endémico y en peligro de extinción, crece en unos pocos lugares de las montañas. Una parte importante de los bosques pluviales templados de Georgia se encuentra en la cordillera de Egrisi. Las zonas más altas de la cordillera están cubiertas por praderas subalpinas y alpinas.